# Moriz Hoernes (Prähistoriker)
Moriz Hoernes, auch Moritz Hoernes (* 29. Jänner 1852 in Wien; † 10. Juli 1917 ebenda), war ein österreichischer Prähistoriker.

## Leben

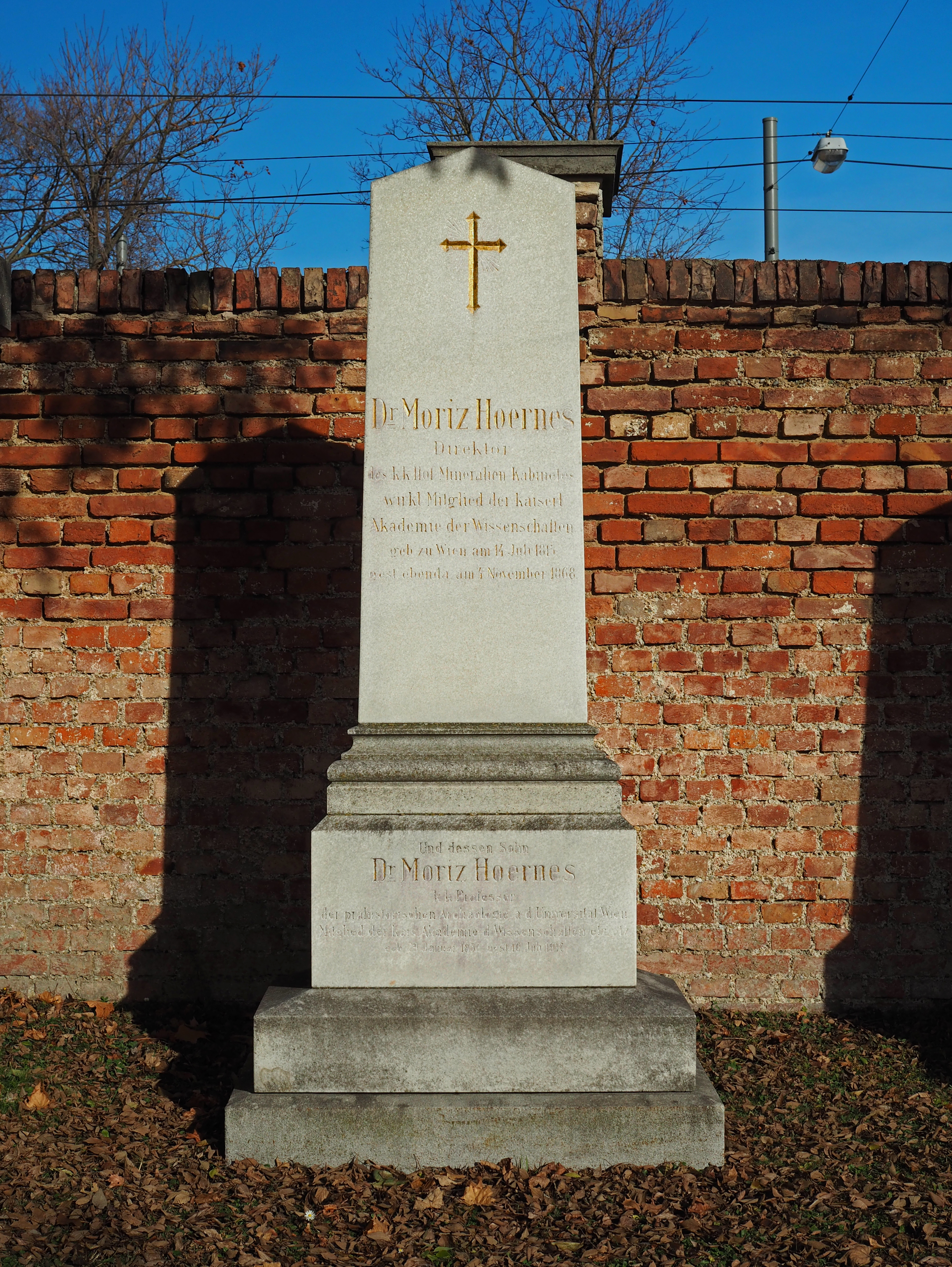
Grab von Moriz Hoernes auf dem Wiener Zentralfriedhof

Hoernes studierte an der Universität Wien klassische Philologie und Archäologie und wurde 1878 zum Dr. phil. promoviert. Er war einer der Söhne des Direktors des damaligen k. k. Hof-Mineralien-Kabinetts Moriz Hoernes. Sein Bruder Rudolf Hoernes war Geologe und Paläontologe in Graz. Seinen Militärdienst leistete er als Einjährigfreiwilliger in den Jahren 1871/1872 ab. Auch am Bosnienfeldzug im Jahr 1878 nahm er teil. Das besetzte Gebiet besuchte er in den Folgejahren für Studienzwecke. Ab 1885 arbeitete er als Volontär, ab 1889 als Assistent am Naturhistorischen Museum in Wien. 
Ab 1892 habilitierte er sich für „Prähistorische Archäologie“ an der Universität Wien und wurde Privatdozent, ab 1899 war er unbezahlter a.o. Professor. 1904 wurde er Kustos II. Klasse. Ab 1911 war er Ordinarius. Ab 1900 war er auch Konservator der k.k. Zentralkommission für Kunst- und historische Denkmale, wo er 1910 auch Mitglied der Zentralkommission und 1911 des Denkmalrates wurde.
Im Jahr 1913 wurde er wirkliches Mitglied des Archäologischen Institutes, 1916 korrespondierendes Mitglied der Akademie der Wissenschaften. In den Jahren 1914 bis 1917 war er auch Präsident der Wiener Prähistorischen Gesellschaft.
Moriz Hoernes ist am Wiener Zentralfriedhof im Ehrengrab seines Vaters, des Geologen Moriz Hoernes, Direktor des k.k. Hof Mineralien Kabinets, beigesetzt.

## Wirken
Hoernes gilt als Begründer des Lehrstuhles für die Urgeschichte des Menschen an der Universität Wien. Seine Forschungsreisen führten in alle Teile Österreich-Ungarns. Schwerpunkte waren aber Krain, Bosnien und Herzegowina.
Er verfasste an die 200 Publikationen zur Urgeschichte. Neben Arbeiten zu lokal begrenzten Fundmaterialien hat er vor allem zusammenfassende, ganz Europa betreffende Standardwerke hinterlassen. Sein Hauptwerk ist Die Urgeschichte der bildenden Kunst in Europa, die in drei Auflagen erschienen ist und in ihren wesentlichen Aussagen auch heute noch von grundsätzliche Bedeutung ist. Hoernes war der führende und richtungweisende Urgeschichtler seiner Zeit in Österreich. Seine Arbeitsmethode wurde durch Oswald Menghin, Richard Pittioni und Herwig Friesinger weitergeführt und verfeinert.

## Veröffentlichungen (Auswahl)
- Die Urgeschichte des Menschen nach dem heutigen Stande der Wissenschaft. Hartleben, Wien u. a. 1892, (Digitalisat).
- Dinarische Wanderungen. Cultur- und Landschaftsbilder aus Bosnien und der Hercegovina. Graeser, Wien 1888, (Digitalisat; 2., mit einer Einleitung vermehrte Auflage. ebenda 1894, Digitalisat 2. Auflage).
- Der diluviale Mensch in Europa: die Kulturstufen der älteren Steinzeit. Vieweg, Braunschweig 1903, Digitalisat
- Urgeschichte der bildenden Kunst in Europa von den Anfängen bis um 500 vor Chr. Holzhausen, Wien 1898, (Digitalisat; 2., durchaus umgearbeitete und neu illustrierte Auflage. Schroll, Wien 1915, Digitalisat 2. Auflage; 3. Auflage, durchgesehen und ergänzt von Oswald Menghin. Schroll, Wien 1925).
- Natur- und Urgeschichte des Menschen. 2 Bände. Hartleben, Wien u. a. 1909.
- Das Gräberfeld von Hallstatt, seine Zusammensetzung und Entwicklung. Kabitzsch, Leipzig 1921, (Digitalisat).
- Kultur der Urzeit. 3 Bände. Göschen, Leipzig 1912;
  - 1: Steinzeit. (Die vormetallischen Zeiten. Ältere und jüngere Steinzeit Europas. Gleichartige Kulturen in anderen Erdteilen) (= Sammlung Göschen. 564);
  - 2: Bronzezeit. (Die ältesten Zeiten der Metallbenützung, Kupfer- und Bronzezeit in Europa, im Orient und in Amerika) (= Sammlung Göschen. 565);
  - 3: Eisenzeit. (Hallstatt- und La Tène-Periode in Europa. Das erste Auftreten des Eisens in den anderen Weltteilen) (= Sammlung Göschen. 566).